# 中国铁路西安局集团
中国铁路西安局集团有限公司，原名西安铁路局，是中国国家铁路集团下属公司。
西安局集团管辖范围为陕西省境内的铁路网，直到四川省达州市为止。西安局集团地处陇海铁路西端，连接宝成、宝中、宁西、西康铁路和“沪汉蓉大通道”等重要干线；覆盖陕西省全境，并辐射到甘肃、宁夏、河南、山西、四川、重庆等省市的部分地区，是进出巴蜀等西南地区的重要运输通道。

## 沿革

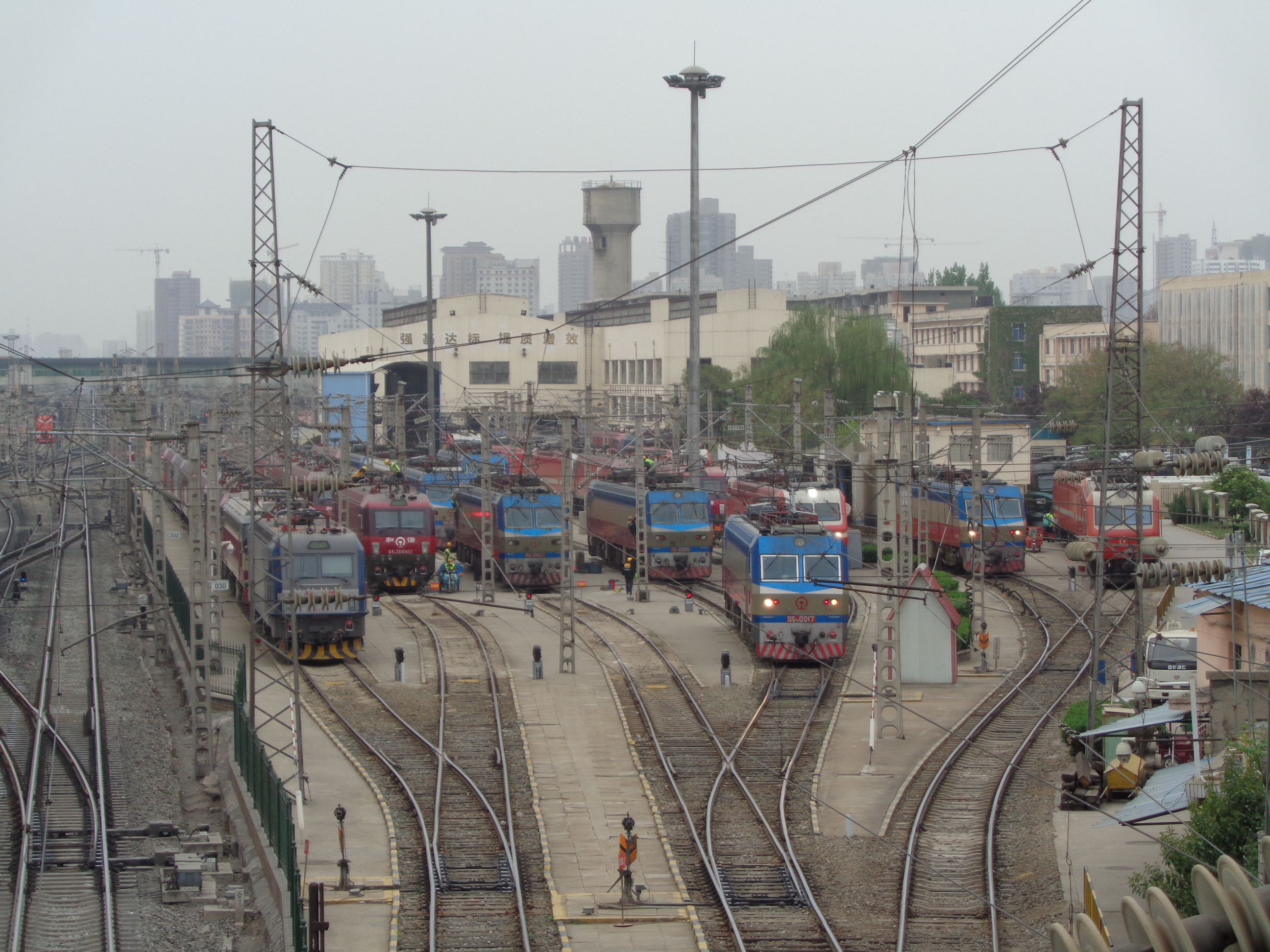
西安机务段

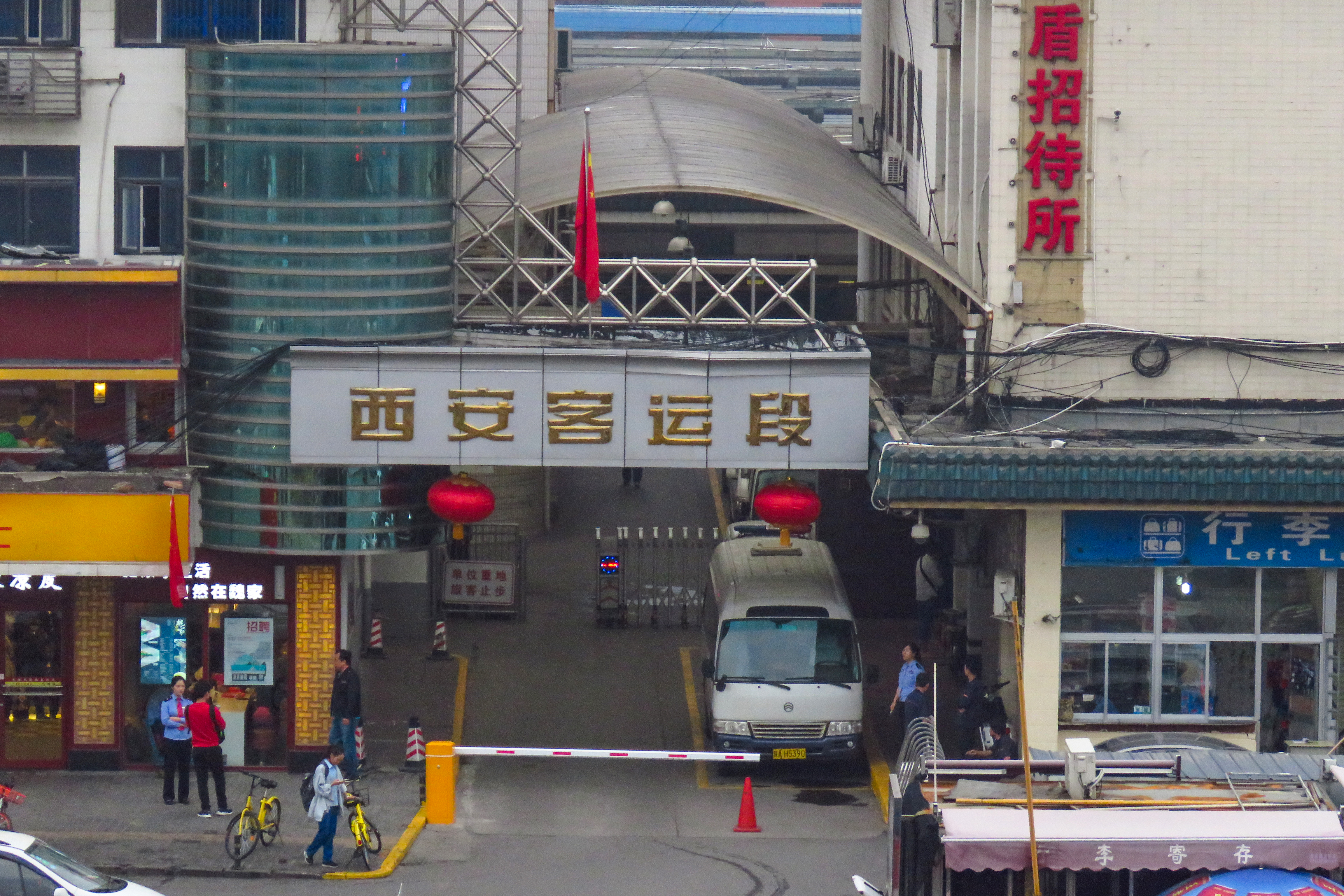
西安客运段

1935年，铁路营运初期由设在渭南的第十车务分段管理陇海线潼关以西运输业务，后迁西安。1938年2月，陇海铁路管理局从郑州迁到西安，直接管理西安境内各站、段。1946年3月1日陇海铁路管理局易名为陇海区铁路管理局，驻开封，隶属于国民政府行政院交通部，下管陇海铁路各基层站段。1949年5月，西安解放后，陇海区铁路管理局在西安单位由中国人民解放军西安市军事管制委员会接管。1949年7月中国人民革命军事委员会铁道部撤销陇海区铁路管理局，成立郑州铁路局西安铁路分局。1952年12月，西安铁路分局改名西安铁路运输分局。1958年1月，西安铁路运输分局改名西安铁路管理分局。1958年9月，撤销西安铁路管理分局，成立西安铁路局，下设西安铁路办事处。1970年12月撤销西安办事处，设立西安铁路分局革命委员会。1984年10月，西安铁路局并入郑州铁路局，西安铁路分局改隶属郑州铁路局。1987年3月，宝鸡铁路分局并入西安铁路分局。 
2005年3月18日，由原郑州铁路局下辖的西安分局和安康分局合并成立西安铁路局。2005年，西安铁路局进行了工商登记。
2017年11月1日，成都、南宁、西安、沈阳等4家铁路局的名称变更通过国家工商行政管理总局核准，西安铁路局名称变更为中国铁路西安局集团有限公司（(国)名称变核内字[2017]第5117号）。
2017年11月13日，在国家企业信用信息公示系统中，中国铁路西安局集团有限公司已完成工商登记变更。工商登记变更后，中国铁路西安局集团有限公司仍为中国铁路总公司100%控股的公司，公司由原先的内资企业法人企业变成有限责任公司（非自然人投资或控股的法人独资），注册资本由原先的1251.4406亿人民币，变更为1536.9615亿人民币，经营范围增加物流配送（危险、易燃易爆化学品除外），房地产开发和经营，旅游、餐饮服务，广告经营等。
2017年11月19日，中国铁路西安局集团有限公司正式挂牌。
2018年，根据国务院通过的《中长期铁路网规划》和铁路跨越式发展战略，陕西省是全国铁路建设的重点之一。西安铁路局辖区内规划建设和正在建设的铁路有：新建西安至平凉铁路，境内285公里；安康至武汉铁路复线建设，境内130公里；西安经安康至重庆铁路复线建设，境内356公里；西安铁路枢纽扩能工程，包括新建货运北环线、建设西安集装箱中心站、新丰镇编组站改扩建、新建西安北站、改扩建西安站；安康枢纽、宝鸡枢纽和绥德铁路枢纽建设；陕北能源化工基地铁路支线建设，共两条支线；西安经延安至神木铁路复线，全长714公里。

## 机构设置
西安铁路局机关行政部门设处、部、室27个，党委职能部门3个；共管辖基层单位43个，其中运输单位30个，非运输单位13个。局机关驻陕西省西安市友谊东路33号。西安局集团已撤销机务段包括宝鸡机务段（宝段，已并入新丰镇机务段）、延安机务段、勉西机务段。
中国铁路西安局集团有限公司设置下列站段：

### 机务段
- 西安机务段（西局西段）
- 新丰镇机务段（西局新段）
- 安康机务段（西局安段）

### 直属站
- 西安站
- 西安北站
- 西安西站
- 宝鸡东站
- 安康东站
- 新丰镇站

### 车务段
- 西安车务段
- 安康车务段
- 汉中车务段
- 宝鸡车务段
- 延安车务段
- 铜川车务段
- 韩城车务段

### 动车所
- 西安北動車运用所
- 西安動車运用所

### 客运段
- 西安客运段

### 供电段
- 西安供电段
- 宝鸡供电段
- 安康供电段

### 工务段
- 西安工务段
- 宝鸡工务段
- 汉中工务段
- 安康工务段
- 延安工务段
- 阎良工务段

### 电务段
- 西安电务段
- 安康电务段
- 宝鸡电务段
- 绥德电务段

### 车辆段
- 西安车辆段（西局西段）
- 西安东车辆段
- 安康车辆段
- 榆林车辆段

## 历任领导
西安铁路局
| 局长 - 杨绍清 （2005年3月—2008年3月） - 龙京 （2008年3月—2010年5月） - 汪亚平 （2010年5月—2013年1月） - 刘生荣 （2013年1月—2017年） | 党委书记 - 张建国（2016年—2017年） |

中国铁路西安局集团有限公司
| 董事长 - 刘生荣（2017年—2020年） - 张海涛（2020年—2023年） - 赵文芳（2023年6月—） | 总经理 - 池毓敢（2017年—） | 党委书记 - 张海涛（2020年—） |

## 管辖范围
中国铁路西安局集团有限公司管辖下列铁路区间：

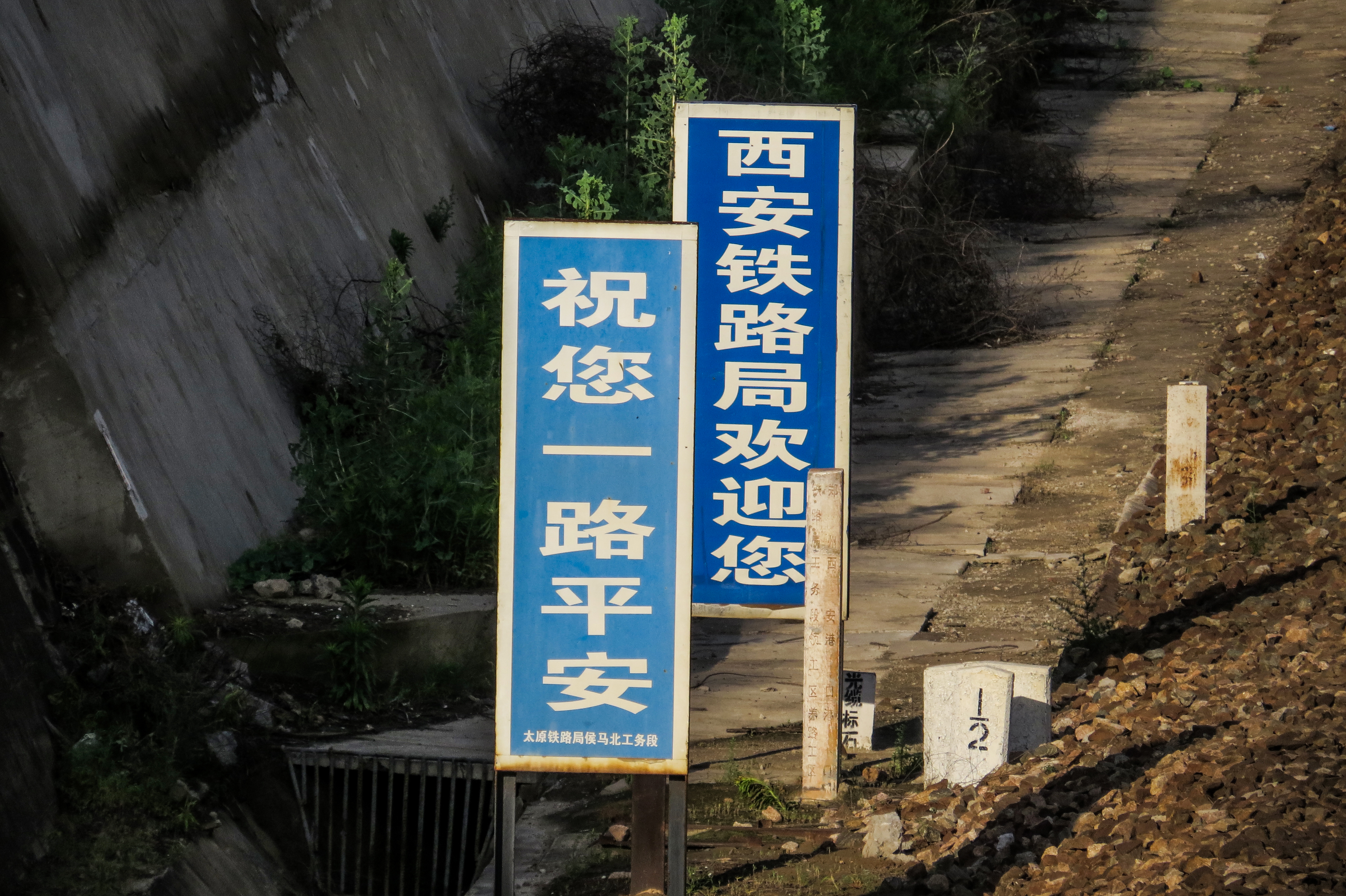
同蒲铁路风陵渡隧道口处，太原局与西安局的局界

- 陇海线：东端与郑州铁路局在太要-潼关车站间K935+500处交界；西端与兰州铁路局在社棠-天水车站间K1392+530处交界。
- 襄渝线：东端与武汉铁路局在胡家营-白河县车站间K174+994处分界；南端以达州站为分界。
- 宝成线：以广元站与成都局为界；管内的宝鸡站为终点。
- 宝中线：与兰州铁路局在安口窑-崇信车站间K136+100交界；管内的宝鸡站为终点。
- 宁西线：与郑州铁路局在商南-富水车站间K248+300处交界；管内的西安站为终点。
- 包西线：与呼和浩特铁路局在新街-中鸡车站间K176+923交界；管内的新丰镇站为终点。
- 同蒲线：与太原铁路局在风陵渡-港口车站间K849+500交界；管内的华山站为终点。
- 侯西线：以禹门口站与太原局为界；管内的西安站为终点。
- 浩吉线：与武汉铁路局在构林南站以北交界；管内的浩勒报吉南站为起点。